# Aumetz

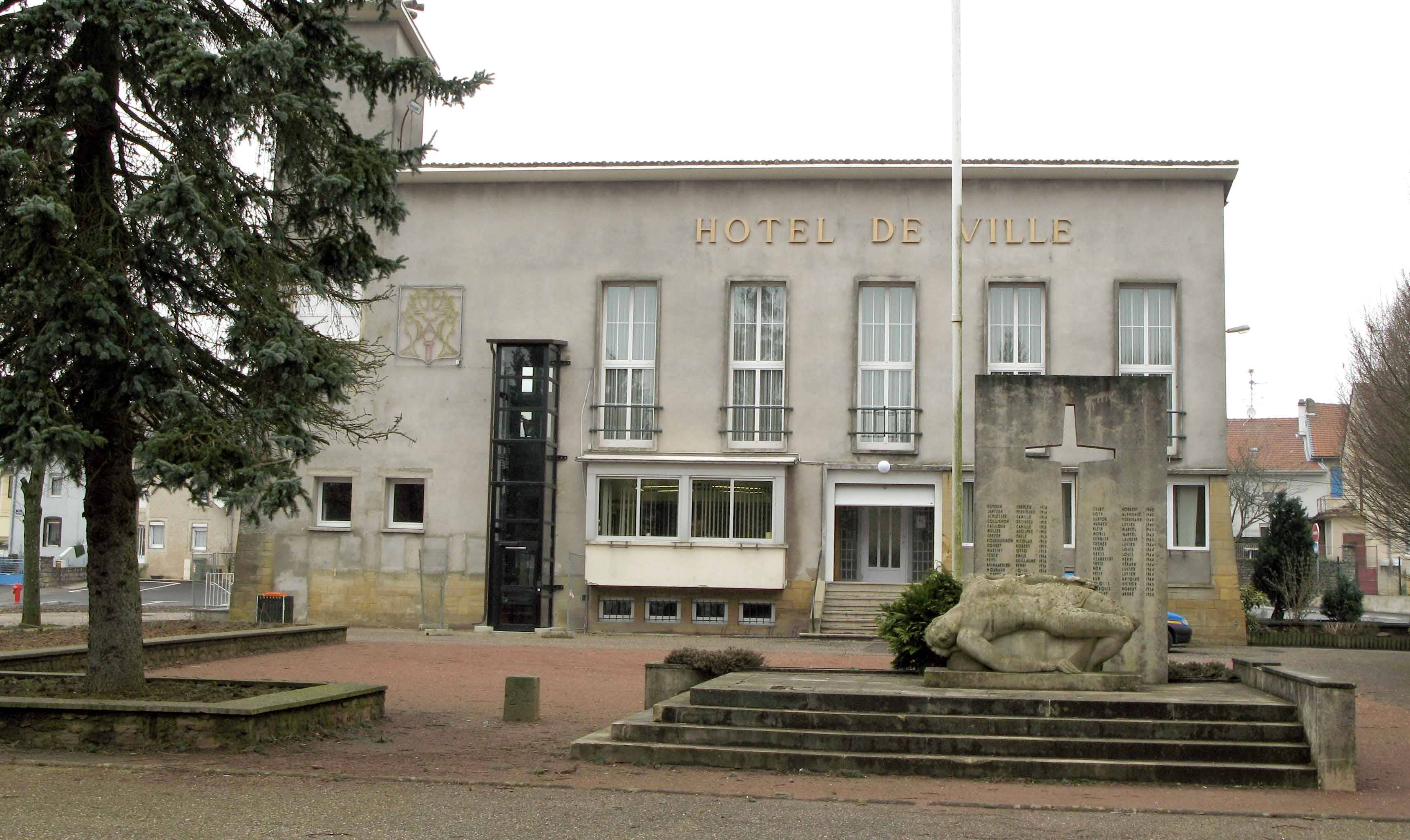
Rathaus (Hôtel de ville)

Aumetz ist eine französische Gemeinde mit 2401 Einwohnern (Stand 1. Januar 2022) im Département Moselle in der Region Grand Est (bis 2015 Lothringen).

## Geographie
Die Gemeinde liegt in Lothringen auf halbem Weg zwischen Thionville (deutsch Diedenhofen) und Longwy (Langich) in der Nähe der Grenze zu Luxemburg, etwa acht Kilometer nordwestlich von Fontoy (Fentsch) auf einem Hochplateau.

## Geschichte

Bahnhof Aumetz vor 1914

Der Ort wurde 636 erstmals als Talmatio und 933 dann als Almas erwähnt. Der Name hat nichts mit der Stadt Metz zu tun, sondern leitet sich aus dem lateinischen alta mansium („hochgelegenes Heim“) ab. Im Mittelalter befand sich Aumetz im deutschen Sprachgebiet.
Im Jahr  1766 wurde der Ort zusammen mit dem Herzogtum Lothringen von Frankreich annektiert. Nach dem  Frieden von Frankfurt vom 10. Mai 1871 kam Aumetz zusammen mit neunzehn weiteren Orten
von Französisch-Lothringen durch Gebietsaustausch an Deutschland zurück. Französisch blieb jedoch Amts- und Umgangssprache.
Auf der Gemarkung der Gemeinde herrschte im 19. Jahrhundert Wasserknappheit, weshalb sie auf die Quelle in dem Dorf Crunes mit Kapelle, das zu ihr gehörte, angewiesen war. Dort gab es früher ein Waschhaus. 1899 erreichte die Eisenbahn die Gemeinde mit der zunächst bis dort fertiggestellten Bahnstrecke Fontoy–Esch-sur-Alzette. Sie hatte vor allem im Güterverkehr Bedeutung. Am 1. November 1899 wurde die eingleisige Strecke Fensch – Aumetz eröffnet, das erste Stück einer direkten Verbindung zwischen den Stationen Fentsch und  Deutsch-Oth; am  1. Dezember 1901 erfolgte die Eröffnung der eingleisigen Strecke Aumetz – Deutsch-Oth – Berg.
Der Personenverkehr wurde hier schon 1948, der Güterverkehr Anfang der 1990er Jahre aufgegeben, als die Eisenerz-Gruben schlossen.
Nach dem Ersten Weltkrieg  musste Aumetz aufgrund der Bestimmungen des Versailler Vertrags 1919 an Frankreich abgetreten werden.

### Demographie
| Jahr | Einwohner | Anmerkungen |
| ---- | --------- | --- |
| 1793 | 412       | [ 4 ] |
| 1821 | 959       | [ 4 ] |
| 1841 | 898       | [ 4 ] |
| 1866 | 1068      | [ 5 ] [ 4 ] |
| 1871 | 987       | auf einer Fläche von 252 ha, in 192 Häusern mit 239 Familien, darunter neun Evangelische und fünf Juden; nach anderen Angaben 960 Einwohner |
| 1880 | 844       | am 1. Dezember, auf einer Fläche von 1035 ha, in 188 Wohnhäusern, davon 834 Katholiken, acht Protestanten und zwei Juden                    |
| 1885 | 804       | [ 9 ] [ 10 ] |
| 1890 | 737       | in 171 Häusern mit 196 Haushaltungen, davon 714 Katholiken, 22 Protestanten und eine jüdische Person                                        |
| 1905 | 2415      | [ 9 ] |
| 1910 | 3118      | am 1. Dezember |

| Jahr      | 1962 | 1968 | 1975 | 1982 | 1990 | 1999 | 2007 | 2019 |
| Einwohner | 2722 | 2465 | 2375 | 2183 | 2161 | 2225 | 2252 | 2351 |

## Kultur und Sehenswürdigkeiten
Das Erzbergwerk Aumetz und sein 14 Kilometer entferntes Pendant in Neufchef vereinigen die beiden Teile des Eisenerzbergbau-Freilichtmuseums Écomusée des mines de fer de Lorraine. Es wurde 1989 eröffnet. Neben Ausstellungsstücken zur Geschichte des Bergbaus in Lothringen von 1820 bis zum Jahr 1998 (Schließung der letzten Mine) werden Einfahrten in einen 1500 Meter tiefen Schacht angeboten.